# Colaborare moldo-română în timpul pandemiei de COVID-19
În timpul pandemiei de COVID-19, România a sprijinit Republica Moldova de mai multe ori, oferindu-i echipamente și rechizite medicale, experți și medici voluntari români și chiar o serie de doze de vaccin COVID-19 care au ajuns la 27 februarie 2021 și care au permis Moldovei să își înceapă programul de vaccinare.

## Consecințe
Un sondaj efectuat între 20 și 31 martie 2021 de compania iData a arătat că 43,9% dintre moldoveni doreau Unirea Republicii Moldova cu România. Au fost chestionate 1.314 persoane, iar marja de eroare a fost estimată la ± 2,5%. Aceasta a reprezentat o creștere semnificativă față de ianuarie 2021, când sondajele au indicat că doar 37,5% dintre moldoveni au susținut această poziție. Se crede că ajutorul acordat de România Moldovei, combinat cu inactivitatea Rusiei, în timpul pandemiei de COVID-19 ar fi putut contribui la acest rezultat potrivit reprezentantei iData, Veronica Ateș. A existat, de asemenea, un mare sprijin pentru aderarea Moldovei la Uniunea Europeană (67,8%) și o scădere a sprijinului acordat Uniunii Economice Eurasiatice (de la 48% din moldovenii care doresc să se alăture acesteia în ianuarie 2021 la 40% susținând acest lucru în martie 2021).
Ulterior, un alt sondaj, de data aceasta realizat între 12 și 27 aprilie 2021, a arătat că 50% dintre moldoveni ar susține unirea cu România și 43% s-ar opune dacă salariile și pensiile din Moldova vor deveni aceleași cu cele din România. Acest sondaj a fost realizat de compania IMAS și au fost chestionate 1.103 de persoane, cu o marjă de eroare estimată de ± 3,0%.